# Edward Stanley (2e baron Stanley d'Alderley)
Pour les articles homonymes, voir Edward Stanley et Stanley.
Edward John Stanley (13 novembre 1802-16 juin 1869), 2e baron Stanley d'Alderley, est un homme politique britannique de l'époque victorienne.

## Biographie
D'ascendance noble, cadet des comtes de Derby, il est fils de John Stanley (1er baron Stanley d'Alderley) et son épouse, Maria-Josepha Holroyd, fille du 1er comte de Sheffield. Il épouse Henrietta Stanley en 1826.

Écu Stanley

Il fait son entrée dans la Chambre des communes en tant que député Whig depuis 1831 pour l'ancienne circonscription d'Hindon. Élu ensuite député de North Cheshire (1832–1841 et 1847–1848), il est admis au Conseil privé en 1841.
Deux ans avant de succéder aux titres familiaux de baron Stanley d'Alderley et baronnet, il est nommé en tant que baron Eddisbury, ceci lui permettant de siéger à la Chambre des lords.
Nommé « President of the Board of Trade » de 1855 à 1858, Lord Stanley est ensuite « Postmaster General of the United Kingdom » du Royaume-Uni de 1860 à 1866.